# 핀란드 공산주의청년동맹
핀란드 공산주의청년동맹(핀란드어: Suomen kommunistinen nuorisoliitto, SKNL)은 1925년부터 1936년까지 있던 핀란드 공산당의 청년조직이었다. 해당 조직은 비밀조직이었으나 핀란드 사회에 중요한 영향을 끼쳤다. 핀란드 청년 공산주의자 동맹은 청년 공산주의 인터내셔널의 일부였다.

## 역사

### 수립
핀란드 청년 공산주의자 동맹 수립에 앞서 핀란드 공산당은 1923년에 금지 당한 핀란드 사회주의자 청년 동맹과 사회주의자 청년 동맹 같은 대중조직들을 통해 활동했다. 대중활동이 가능해지기 전까지 효과적인 지하 청년 조직이 세워지지 않았다. 점차적으로 핀란드 공산당의 청년당원들은 독자적인 비밀 당내 조직을 결성하기 시작했다. 1923년 청년 공산주의 인터내셔널이 핀란드에서의 공산주의자 청년 동맹 형성을 제안했다. 조직 수립을 향한 활동이 치열해졌고 1924년 8월 핀란드 공산당은 누오리 코무니스티(Nuori Kommunisti, 청년 공산주의자) 발간을 시작했다. 1925년에 핀란드 청년 공산주의자 동맹이 조직되고 5월에 구성원이 250명이었다.

### 초기
핀란드 청년 공산주의자 동맹의 활동은 정부의 탄압에 의해 어려움을 겪었으나 1925년부터 1926년 사이 전국에 걸쳐 조직이 세워졌다. 1925년 9월 핀란드 청년 공산주의자 동맹은 헬싱키, 탐페레, 포리, 바사, 라펜란타, 비보르크, 쿠오피오에 조직을 거느렸다. 조직은 총 40곳, 구성원은 149명이었다. 핀란드 청년 공산주의자 동맹은 1927년 총선에서도 활동하여 핀란드 공산당을 위한 캠페인을 벌였다. 청년 활동가 토이보 라트바(Toivo Latva)가 당선됐다.
핀란드 청년 공산주의자 동맹 1차 회담가 1927년 8월 모스크바에서 열렸을 때 핀란드 청년 공산주의자 동맹은 조직 94곳과 구성원 358명을 거느렸다. 2차 회담에는 대표단 8명이 참가했는데 1928년 8월 청년 공산주의 인터내셔널 회의와 관련되어 개최됐다. 당시에 구성원은 약 600명이었는데 20%는 여자였다.
체포된 핀란드 공산당 조직자 얄마리 라시(Jalmari Rasi)에 의해 정보가 공개된 후 경찰이 공산주의자 수십 명을 체포했던 1928년 초 핀란드 청년 공산주의자 동맹은 어려움을 겪었다. 야코 키비(Jaakko Kivi), 배이뇌 부오리오(Väinö Vuorio), 에밀 파나넨(Emil Paananen) 같은 핀란드 청년 공산주의자 동맹 지도부가 체포됐다. 에이노 레흐토(Eino Lehto)와 네스토리 파르카리(Nestori Parkkari)는 소련으로 망명을 갔다. 1929년 5월 핀란드 청년 공산주의자 동맹 조직자 마티 다흘(Matti Dahl)이 경찰에 체포됐고 그로부터 입수된 문서들이 에이노 헬포르스(Eino Hellfors), 유시 실타넨(Jussi Siltanen), 아이노 칼리오(Aino Kallio), 토이보 랭(Toivo Lång) 같은 핀란드 청년 공산주의자 동맹 활동가들을 체포하는 데 이용됐다.
1929년 8월 10일부터 8월 15일까지 스톡홀름에서 핀란드 청년 공산주의자 동맹 제1차 회의가 열렸다. 핀란드에서 온 대표단들은 헬싱키로부터 보트를 타고 오거나 비밀리에 야콥스타드에서 모터보트를 타고 왔다. 소련에 머물던 대표단들은 독일을 통해 왔다. 대표단 총 22명이 있었다. 당초에 스톡홀름 시립도서관이 장소로 정해졌으나 경찰의 개입을 피하기 위해 개인 주거지로 바뀌었다. 해당 회의가 청년 공산주의 인터내셔널의 유산에 대한 헌신을 재확인한 가운데 또한 인터내셔널에 대해 불법 환경에서 활동하는 부분에 대한 불충분하게 관심을 기울인다며 비판했다. 해당 회의는 핀란드 청년 공산주의자 동맹 중앙 위원회를 선출했다. 신생 지도부는 핀란드에 귀국하자마자 문제에 맞닥뜨렸다. 경찰은 몇몇 회의 참가자들을 알아낼 수 있었다. 1929년 후반 핀란드 청년 공산주의자 동맹 지도부에는 헤이키 일베스비타(Heikki Ilvesviita), 토이보 카르보넨(Toivo Karvonen), 타투 배애태이넨(Tatu Väätäinen), 파보 키비코스키(Paavo Kivikoski), 아토 살리넨(Aatto Sallinen), 아일리 매키넨(Aili Mäkinen), 아이리 비르타넨(Airi Virtanen), 레이노 틴키넨(Reino Tynkkynen)이 있었다.
1929년 공산주의 시위꾼들과 경찰 간 충돌이 있었다. 핀란드 공산당과 핀란드 청년 공산주의자 동맹은 경찰과의 시가전에 관여하는 특수방어조직을 결성했다. 이에 대응하여 경찰 측은 헬싱키에서 핀란드 공산당 및 핀란드 청년 공산주의자 동맹과 연결된 다양한 조직들의 사무소들을 공격했다. 핀란드 청년 공산주의자 동맹 지도부의 많은 인원들이 체포됐다. 핀란드 청년 공산주의자 동맹은 그들이 동요자라고 불렀던 핀란드 노동자좌파집단과 치열하게 논쟁을 벌였다.

### 해체
1930년대 후반 코민테른과 청년 공산주의 인터내셔널은 파시즘에 대항하는 인민 전선 조직에 초점을 두기 시작했다. 핀란드 청년 공산주의자 동맹은 핀란드 사회민주당의 청년 조직인 사회민주노동청년동맹 내에서의 활동을 지향했다. 당시에 사회민주노동청년동맹의 활동은 저조했다. 핀란드 청년 공산주의자 동맹의 비밀 조직들이 사회민주노동청년동맹 내에서 분파적 조직이 됐다. 사회민주노동청년동맹은 그들의 개입을 꺼려했고 공산주의자들의 개입을 경계하여 개별적 조직들을 지도했다. 점차적으로 핀란드 청년 공산주의자 동맹은 기능을 중지했으나 핀란드 공산당은 독자적 청년 조직들을 거느렸다. 1944년 핀란드 민주 청년 동맹이 핀란드 공산당의 신생 청년 조직으로 세워졌다.

## 같이 보기
- 라푸아 운동